# Леденика
Леденика — пещера на северо-западе Балканских гор, в 16 км от болгарского города Враца. Известна множеством причудливых натёчных образований. Вход в пещеру расположен на высоте 830 метров над уровнем моря на дне конусообразной впадины. Длина пещеры около 300 м и состоит она из десяти залов.

## Залы
Первый зал (самая нижняя часть пещеры), называется «Преддверие». Он беден натёчными образованиями, но зимой и весной в нём вырастают ледяные сталактиты, сталагмиты, водопады и всевозможные причудливые формы. Благодаря этому залу пещера получила своё название — Леденика.
За залом следует низкий ход под названием «Плызнята», а после него крошечный, почти круглый зал — «Малката зала» («Малый зал»).
Далее через ещё один тесный проход (зал «Кома») следует самый большой зал пещеры — «Концертна зала» (концертный зал). Его размеры — 60 на 45 метров, а максимальная высота 22,7 метра. Зал имеет хорошую акустику, и в нём нередко устраивают концерты. Особый интерес представляет свод этого зала — натёчные образования на потолке складываются в любопытные картины. Можно рассмотреть крокодила, голову гиганта, соколов, Санта-Клауса и т. д.
За концертным залом следует зал «Хладилника» (холодильник) с небольшим озерцом — Озером желаний. Легенда гласит, что если опустить руку в его ледяную воду и загадать желание, то оно сбудется.
Железный мостик перекинут через зал «Малая пропасть» («Малката пропаст»), далее следует узкий проход к залу «Большая пропасть» («Голяма пропаст») глубиной 12 метров с натёчным образованием в виде окаменелого водопада.
Далее идёт коридор, богато украшенный багровыми, различными по размерам и формам сталактитами и сталагмитами.
Затем, «проход грешников». Это самое тесное место в пещере, а за ним открывается «Бялата зала» («Белый зал»). По стенам белого зала спускается созданная природой драпировка, а потолок украшают тысячи сталактитов и другие пещерные образования. Здесь самый большой сталактит в пещере — длиной 4,5 метра.
Самая высокая часть пещеры — зал «Седьмое небо» («Седмо небо»), подняться куда можно по железной лестнице. Здесь также множество природных образований и несколько сухих озёр. Это последний зал пещеры.
Пещера входит в список «100 туристических объектов Болгарии» (номер 16) болгарского туристического союза.

## Некоторые особенности

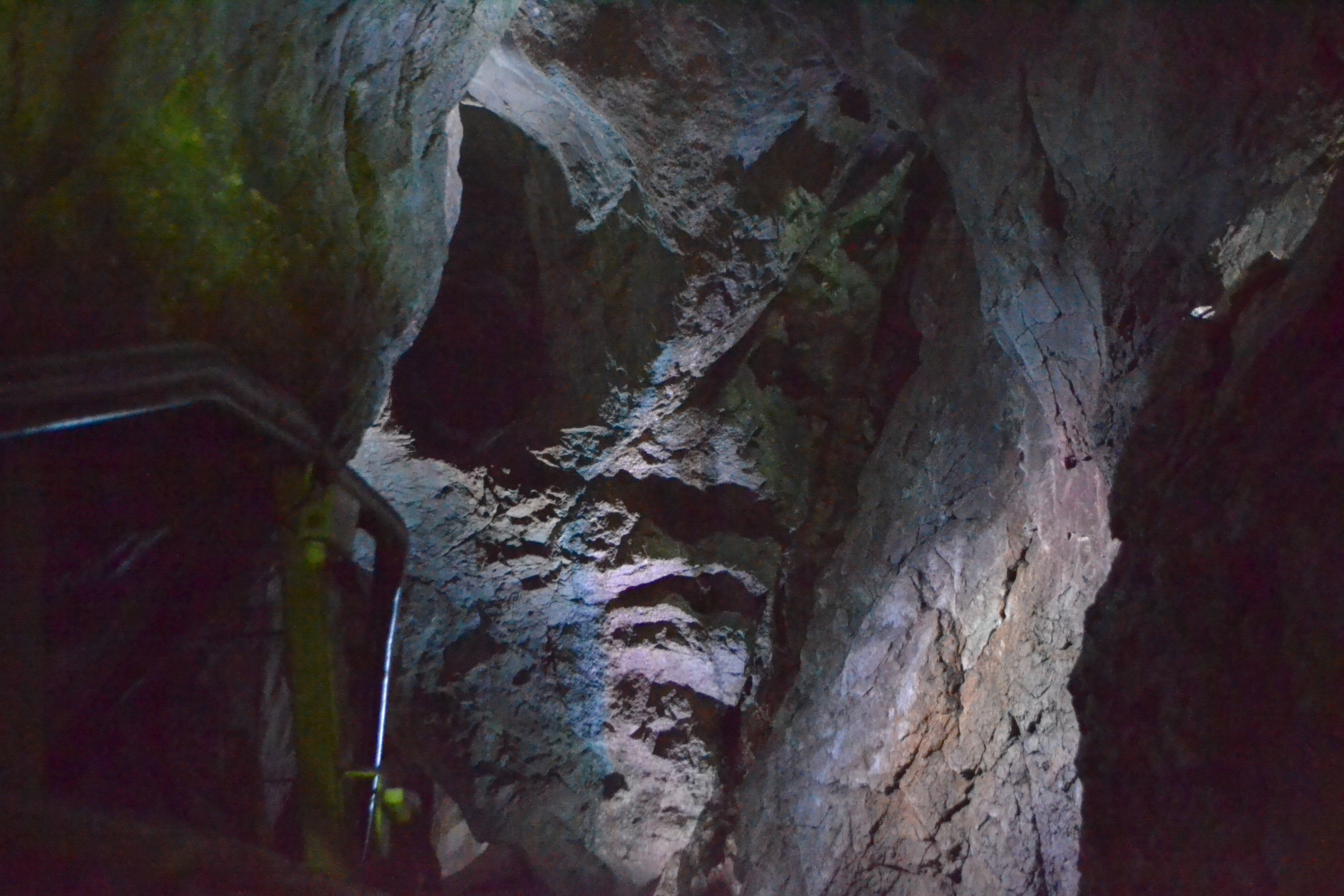
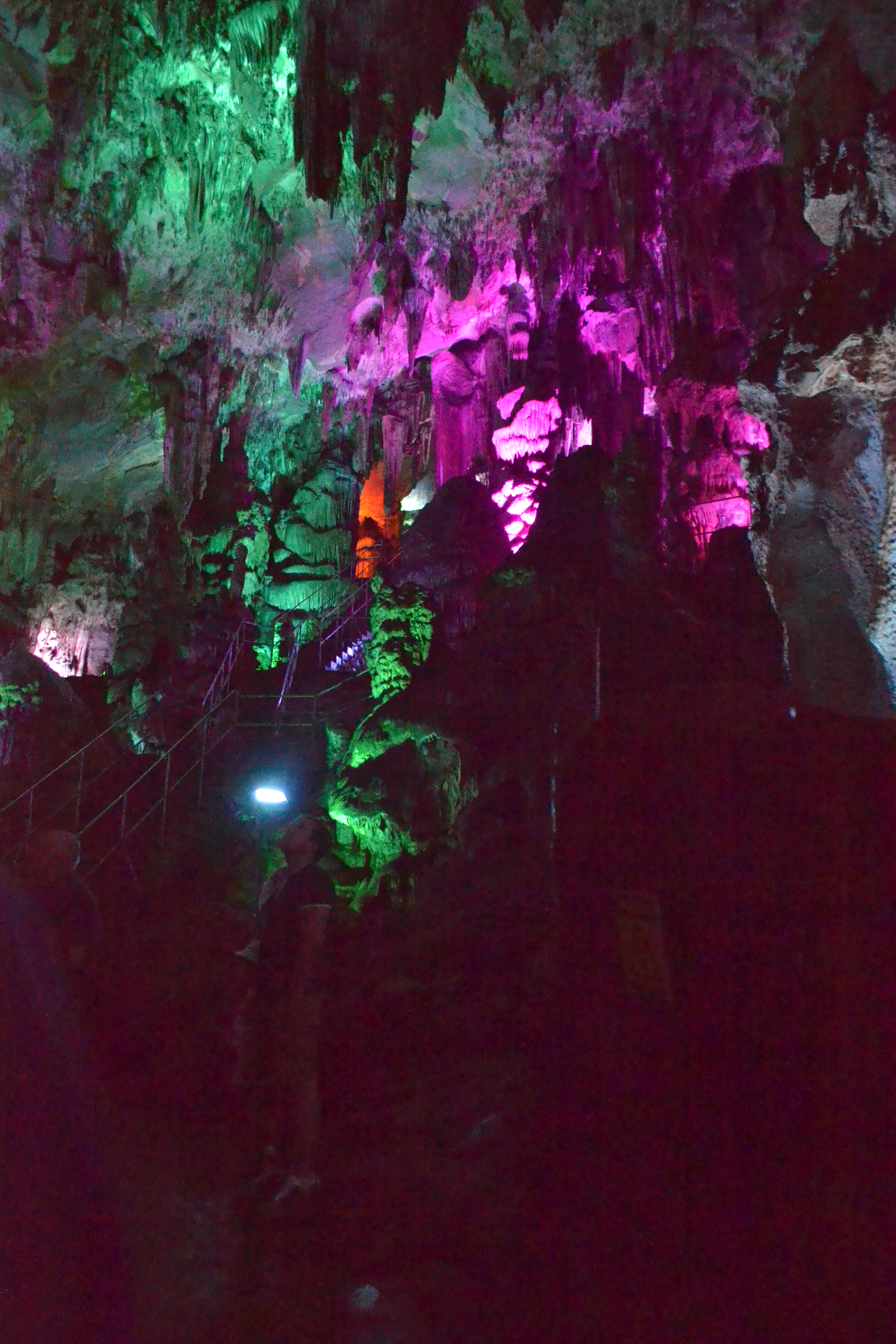
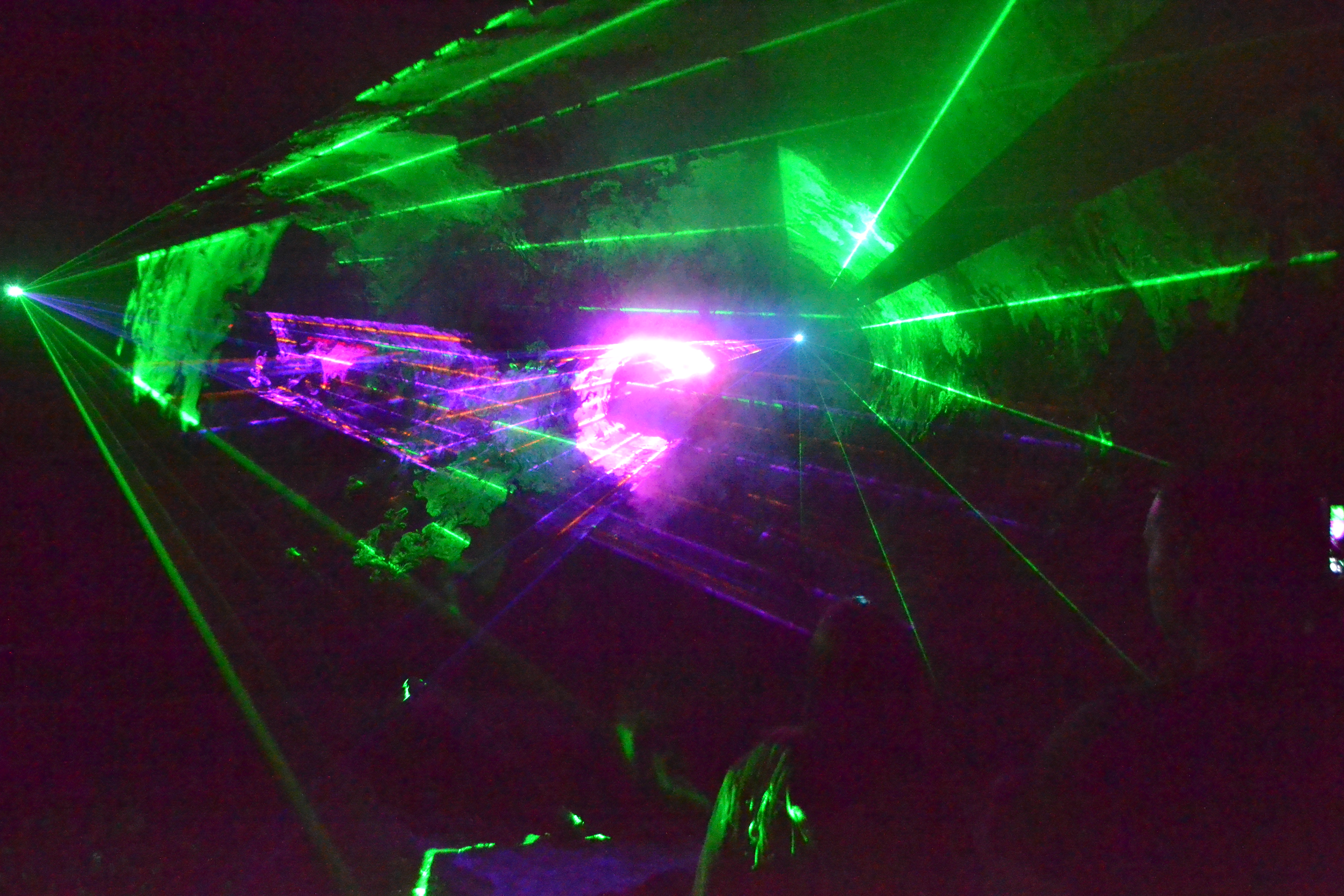
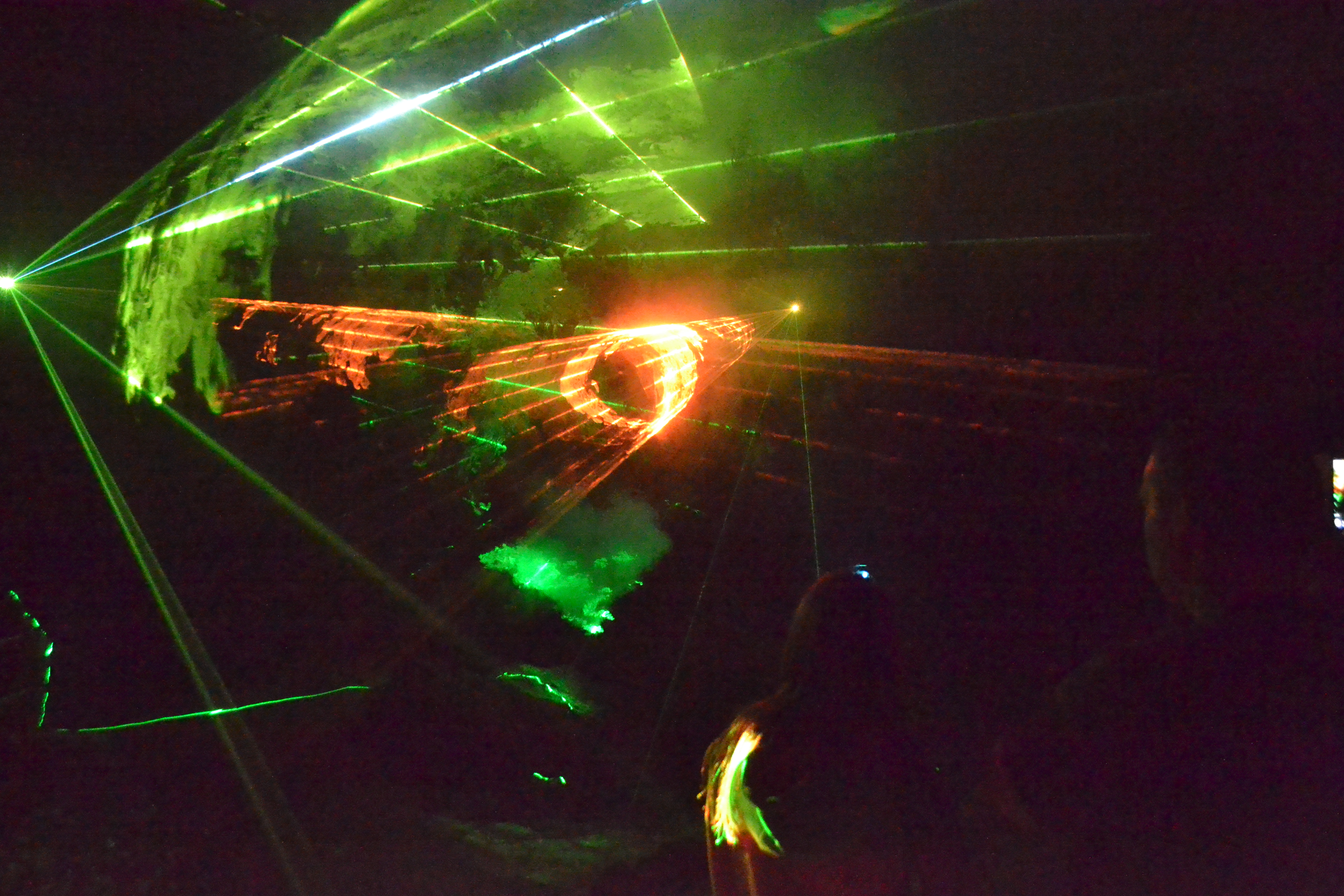
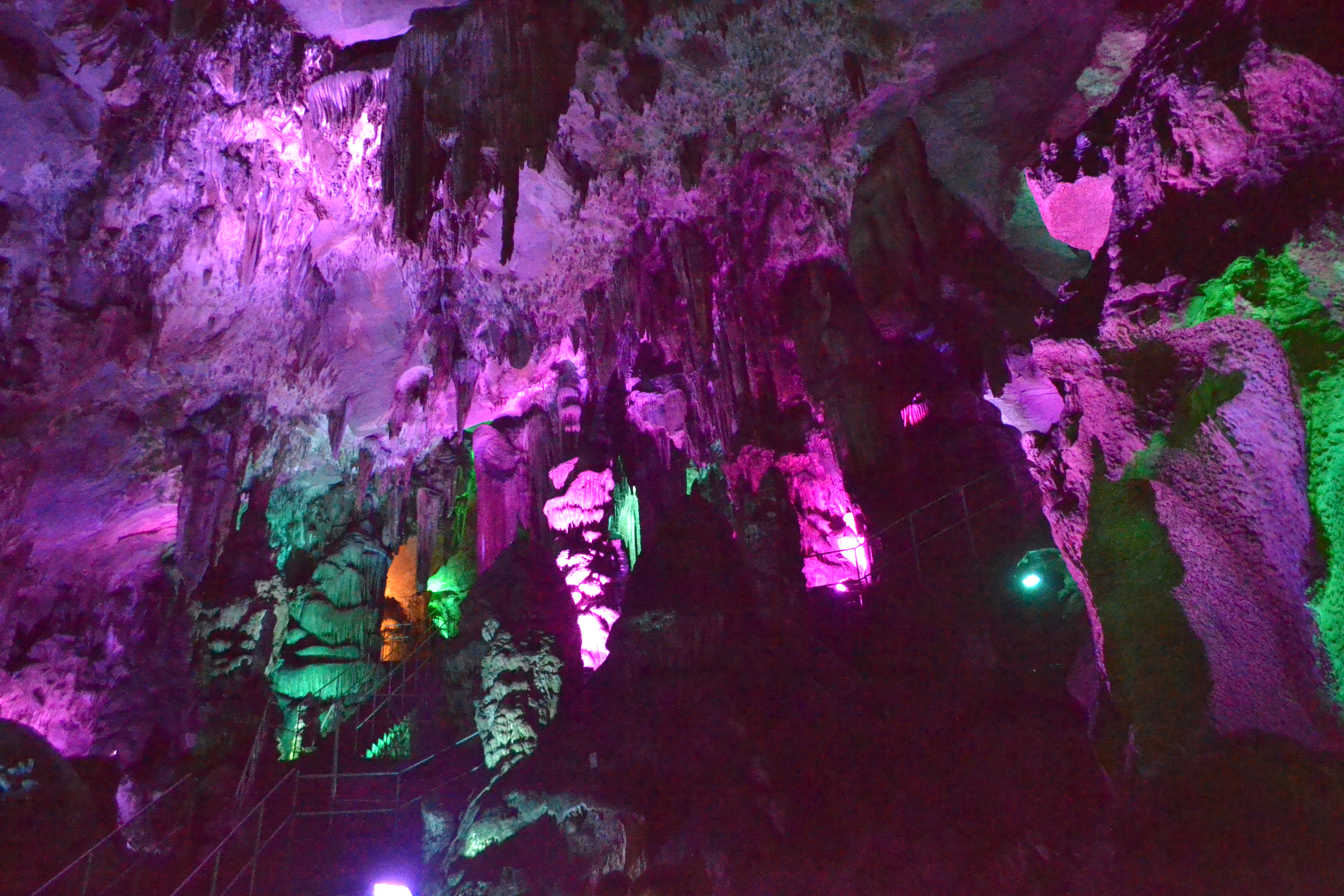
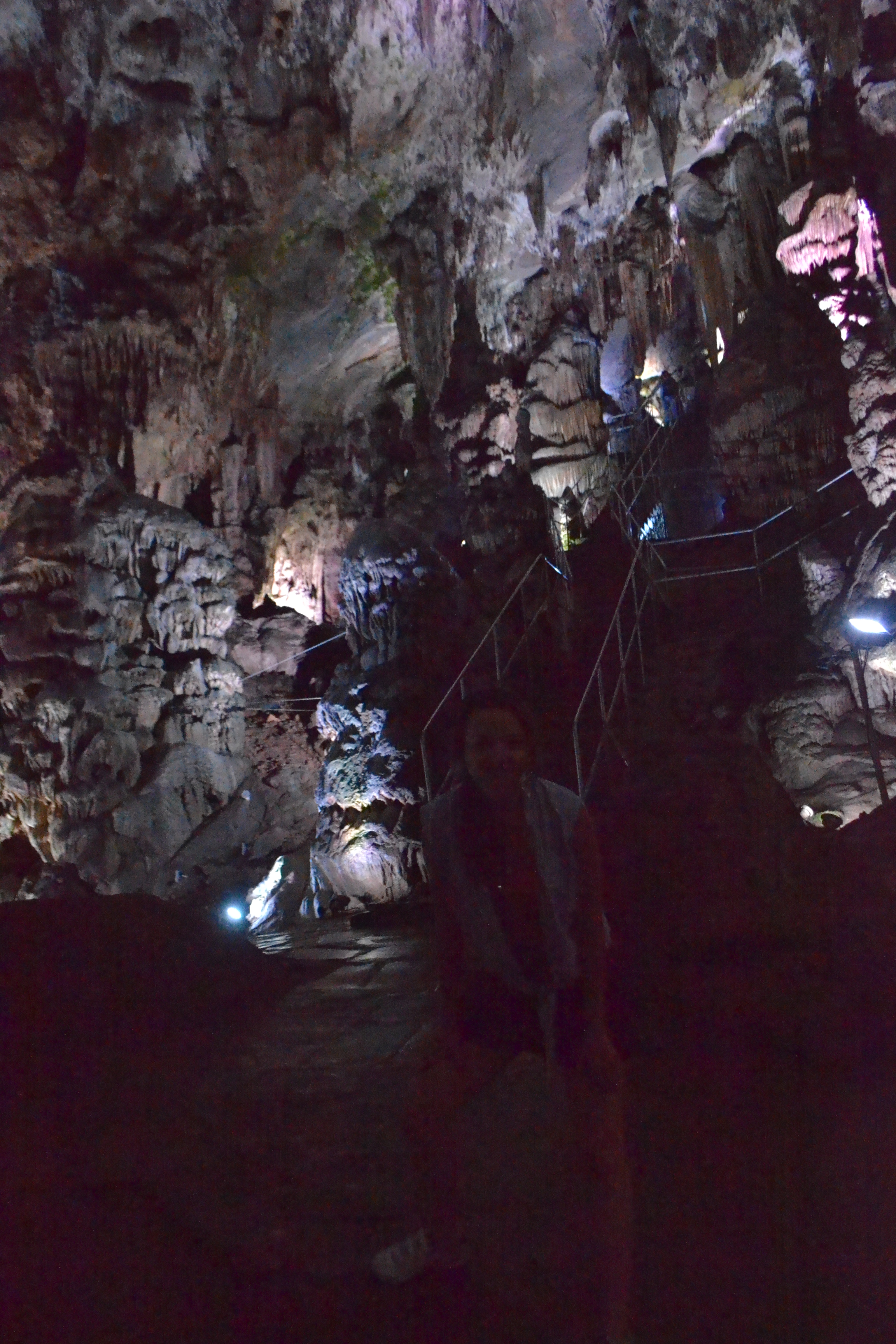
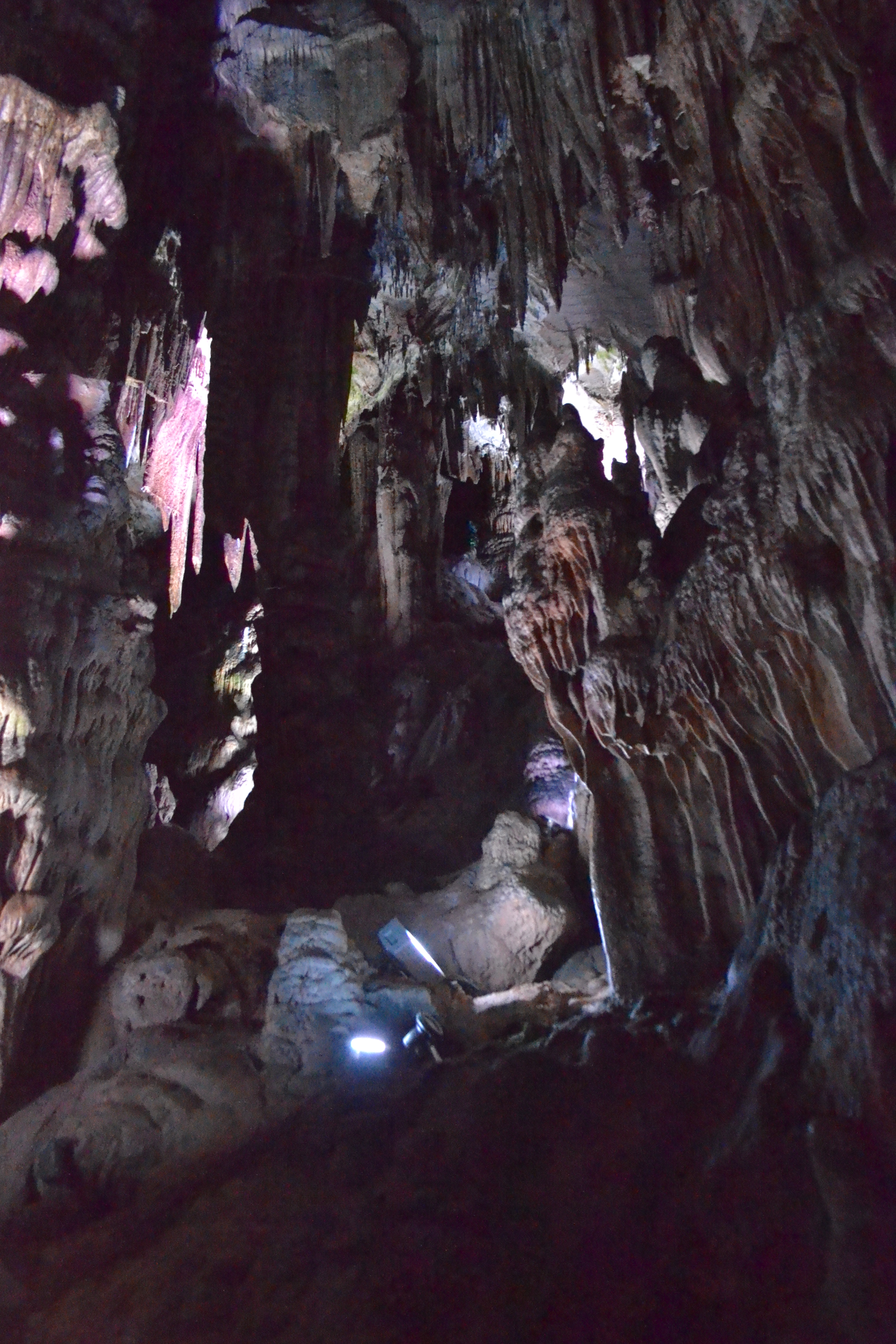
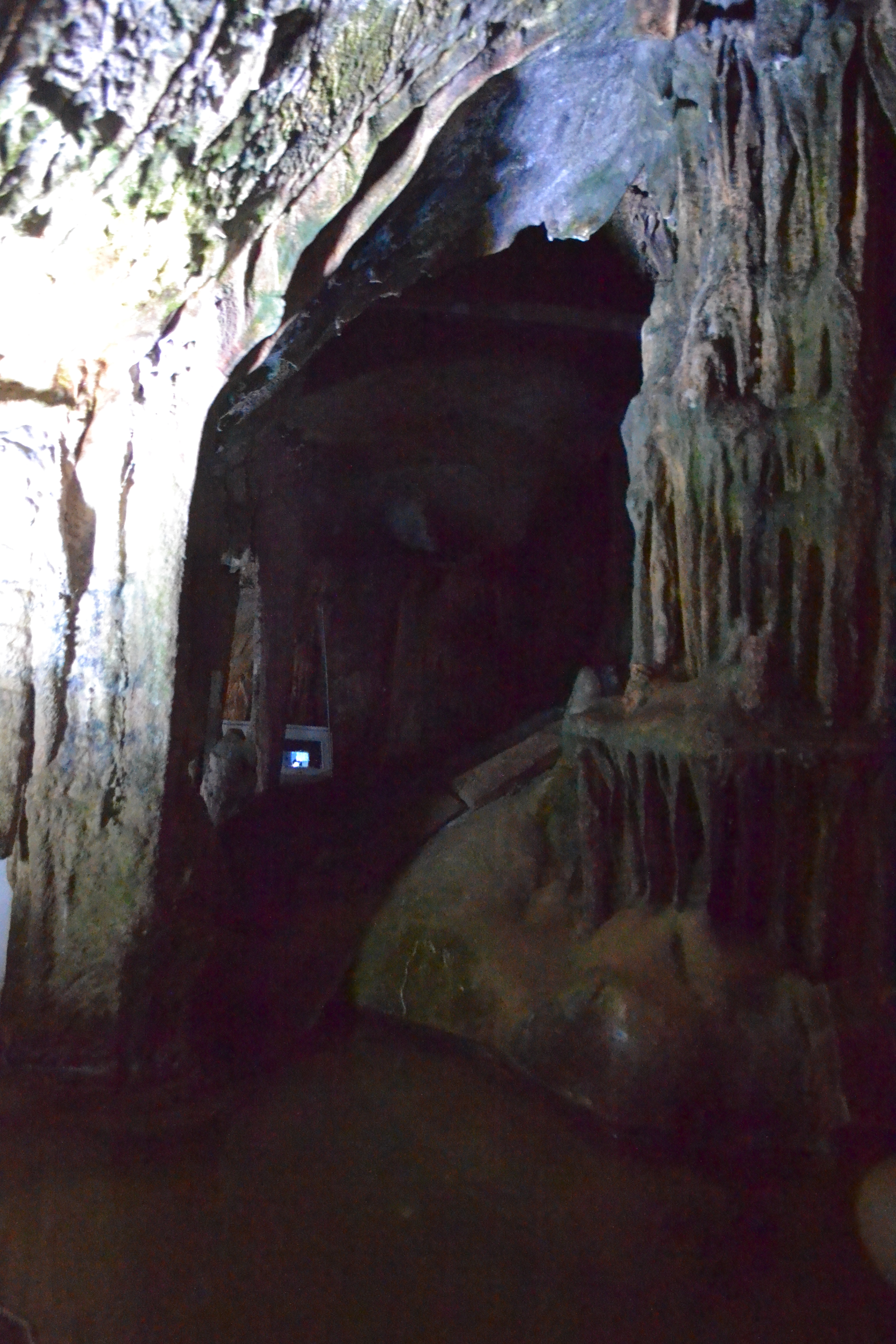
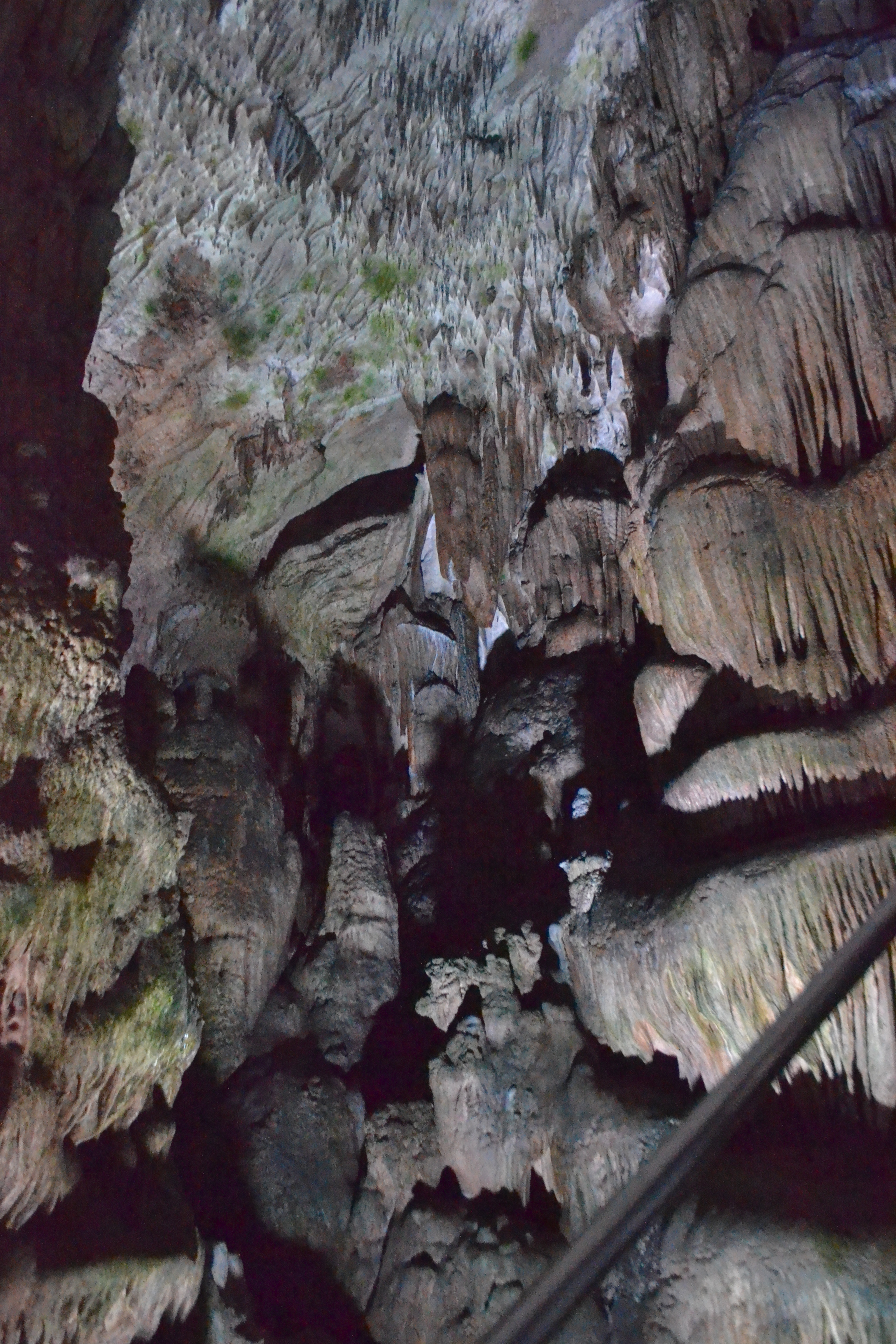
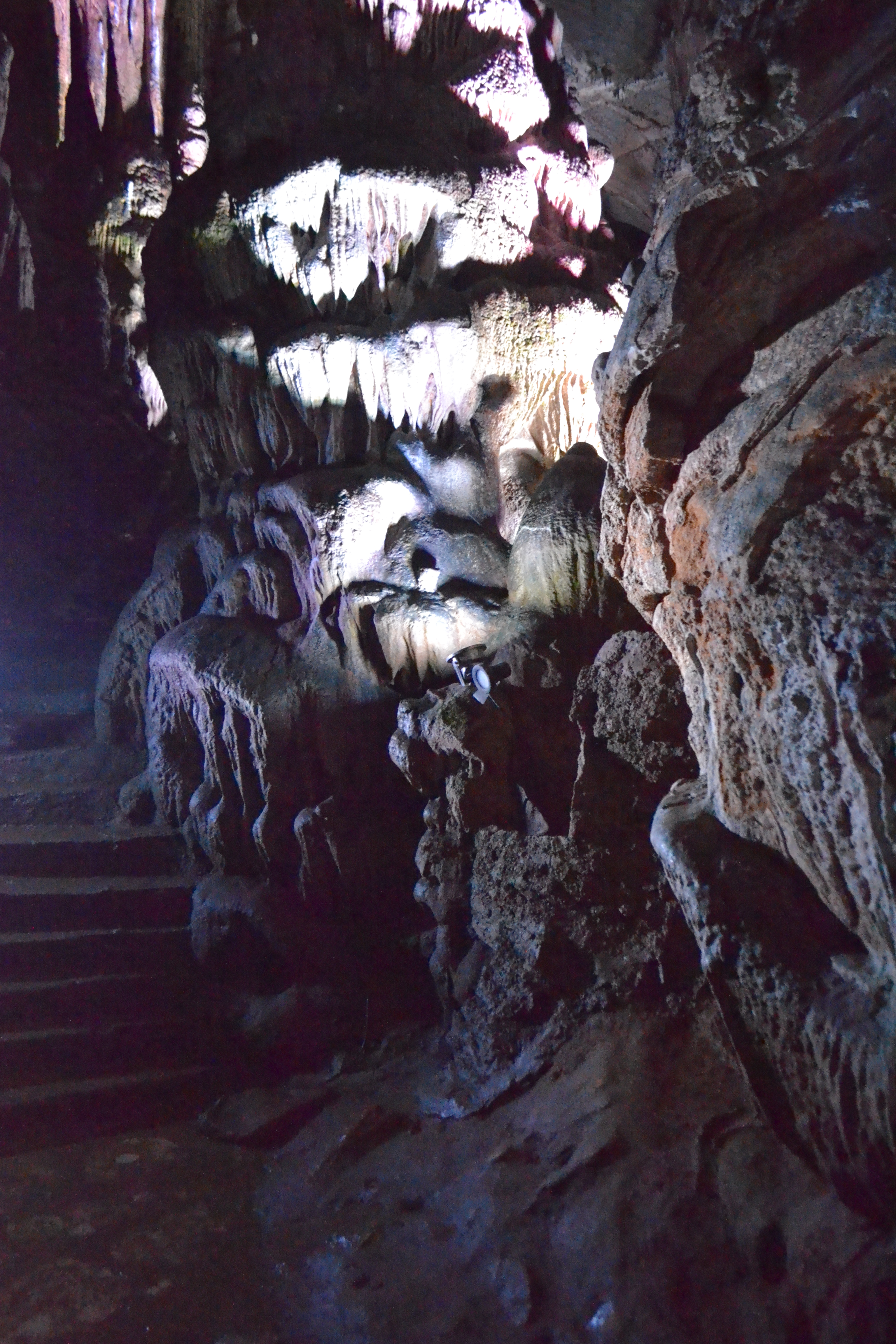
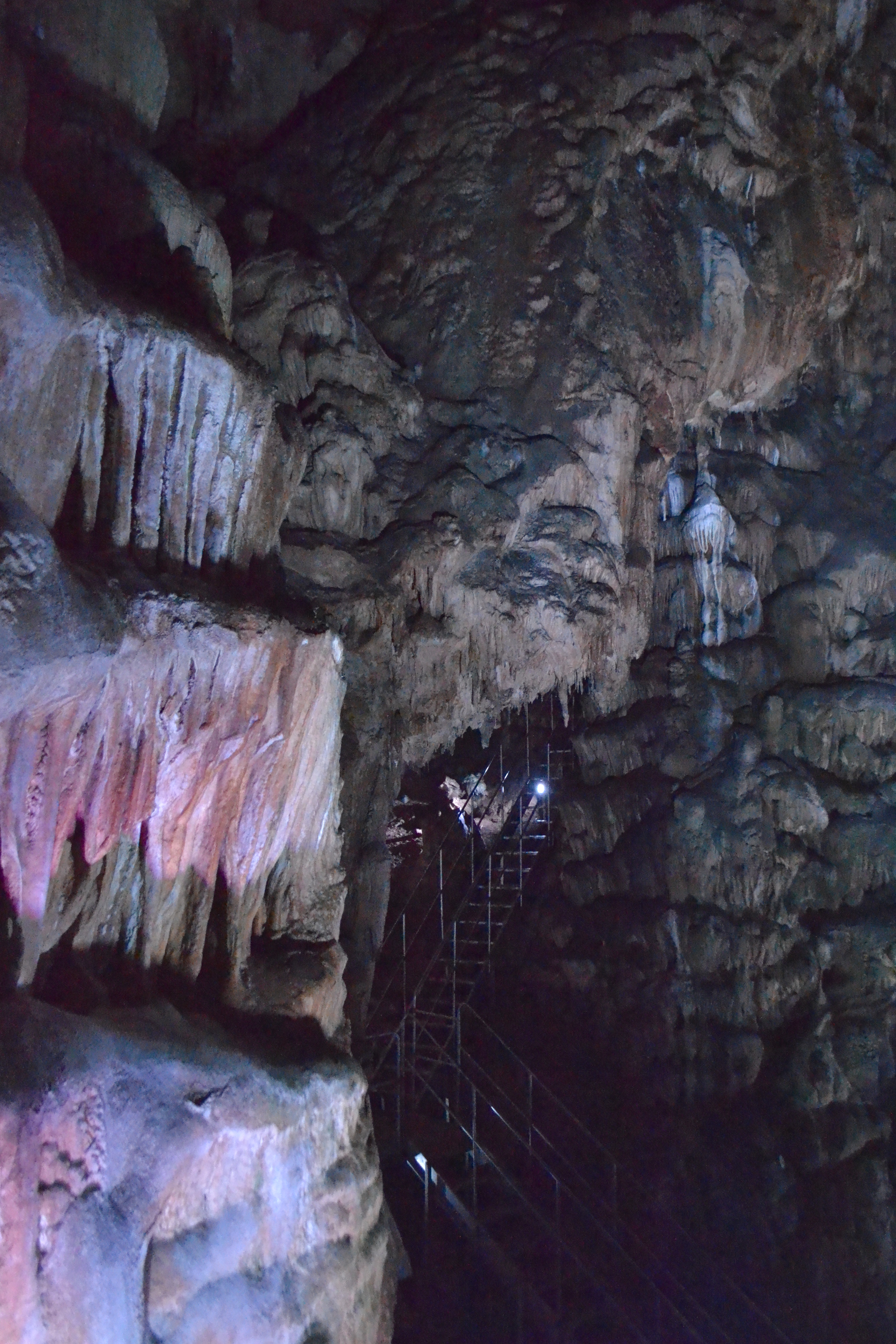
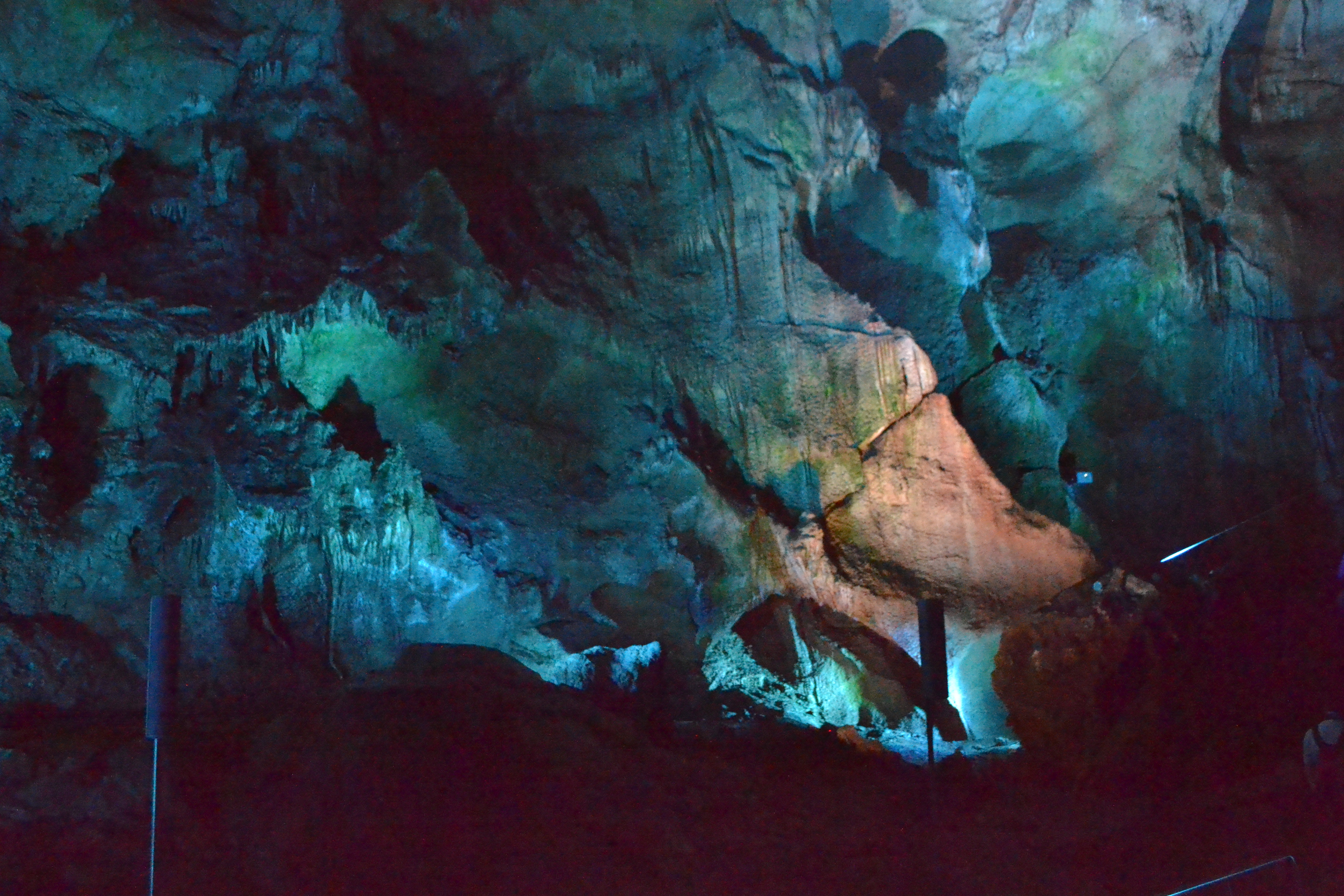

Температура воздуха колеблется от −7 °C до −15 °C, и 8 °C в глубине пещеры. Влажность воздуха 92 %. Не многие представители фауны и флоры смогли приспособиться к жизни в таких условиях. В пещере живут летучие мыши, пещерные жуки, древесные вши, пауки и уникальные насекомые — светлячки «Ledenicus». Из растительности в пещере есть лишь слабо развитые лишайники и мхи.